# Alfred Swift
Alfred James "Jimmy" Swift, född 25 juni 1931 i Durban, död 13 april 2009 i Johannesburg, var en sydafrikansk tävlingscyklist.
Swift blev olympisk silvermedaljör i lagförföljelse vid sommarspelen 1952 i Helsingfors.